# Ніферн-Ешельбронн

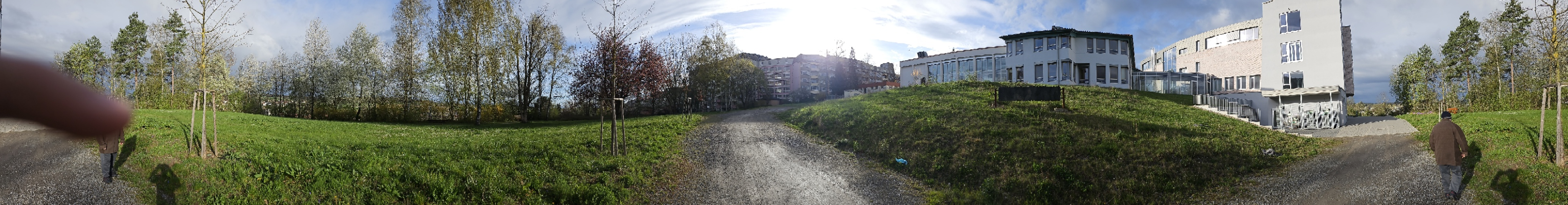
Понорама Ніферн-Ешельбронн

Ніферн-Ешельбронн (нім. Niefern-Öschelbronn) — громада в Німеччині, знаходиться в землі Баден-Вюртемберг. Підпорядковується адміністративному округу Карлсруе. Входить до складу району Енц.
Площа — 22,02 км2. Населення становить 12 207 ос. (станом на 31 грудня 2020).

## Галерея

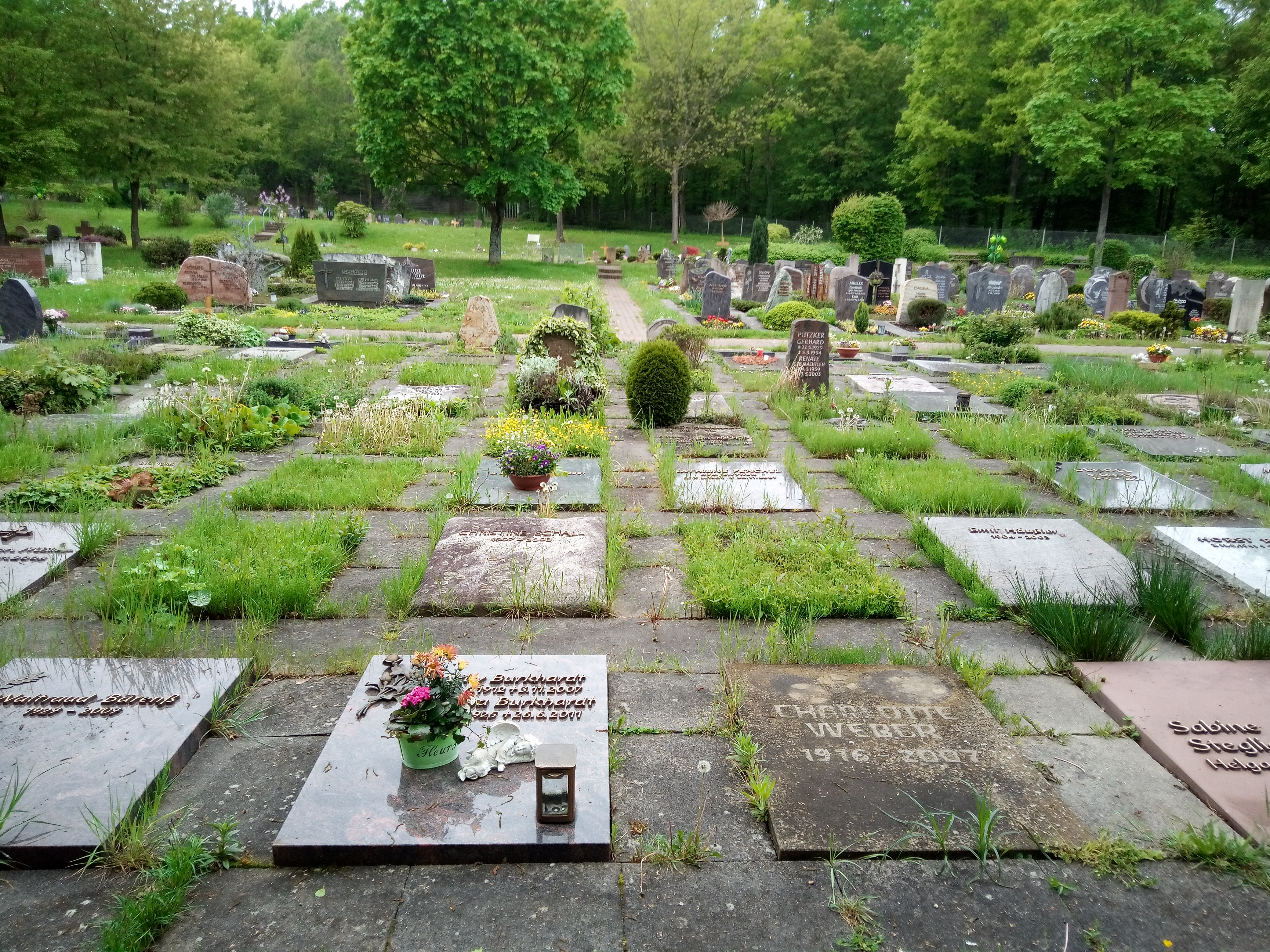
Цвинтар Ешельбронна

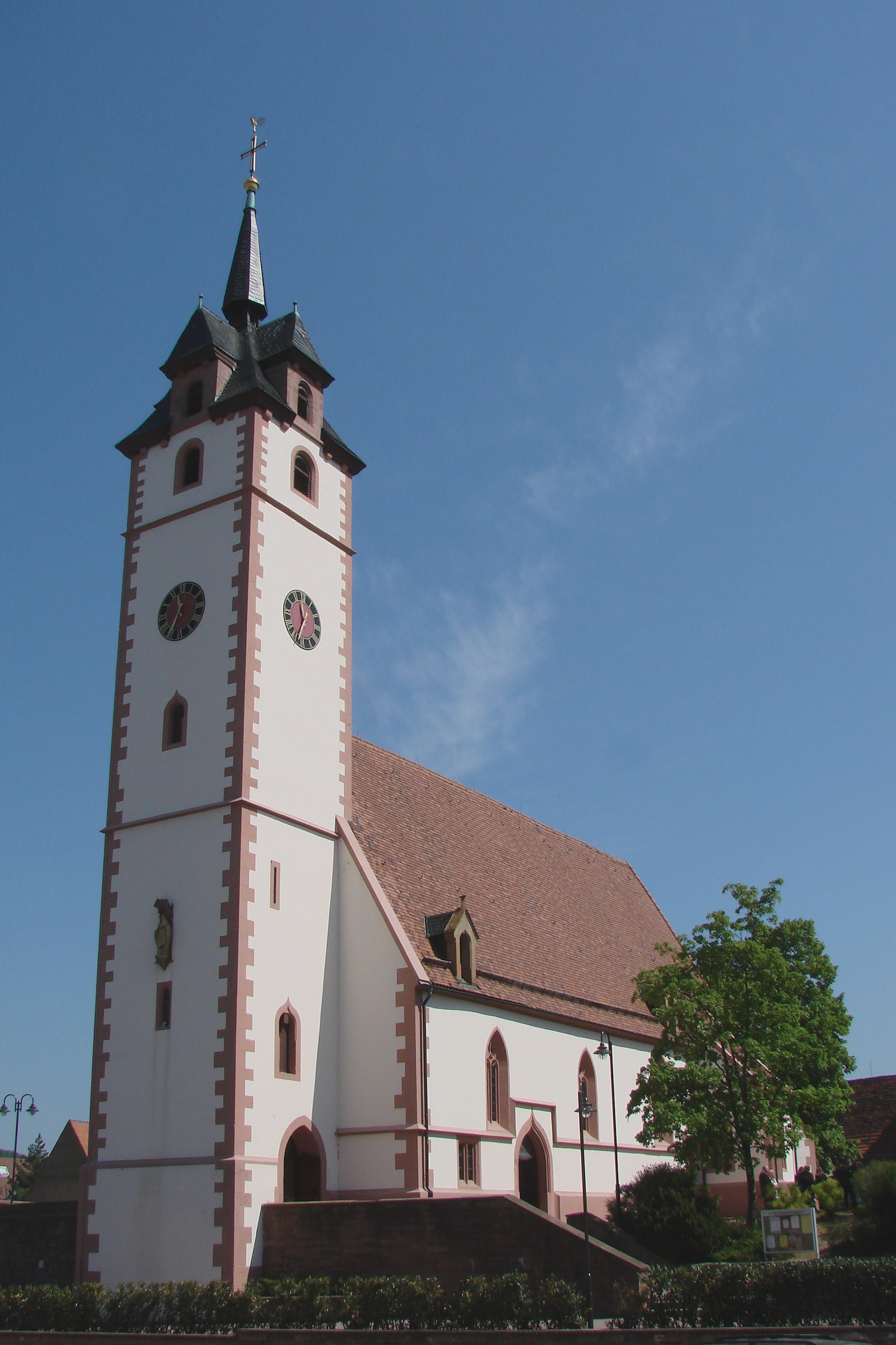
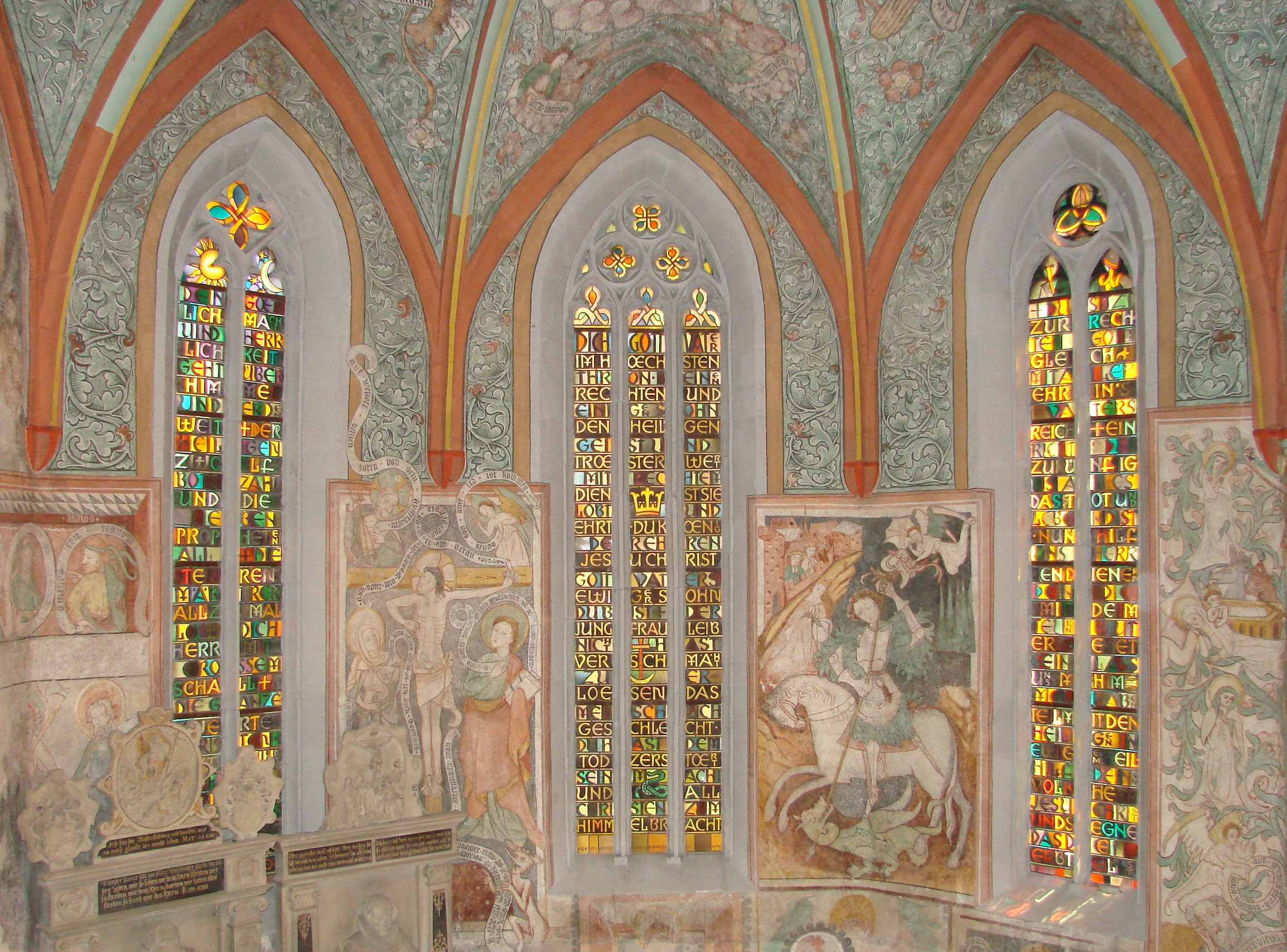
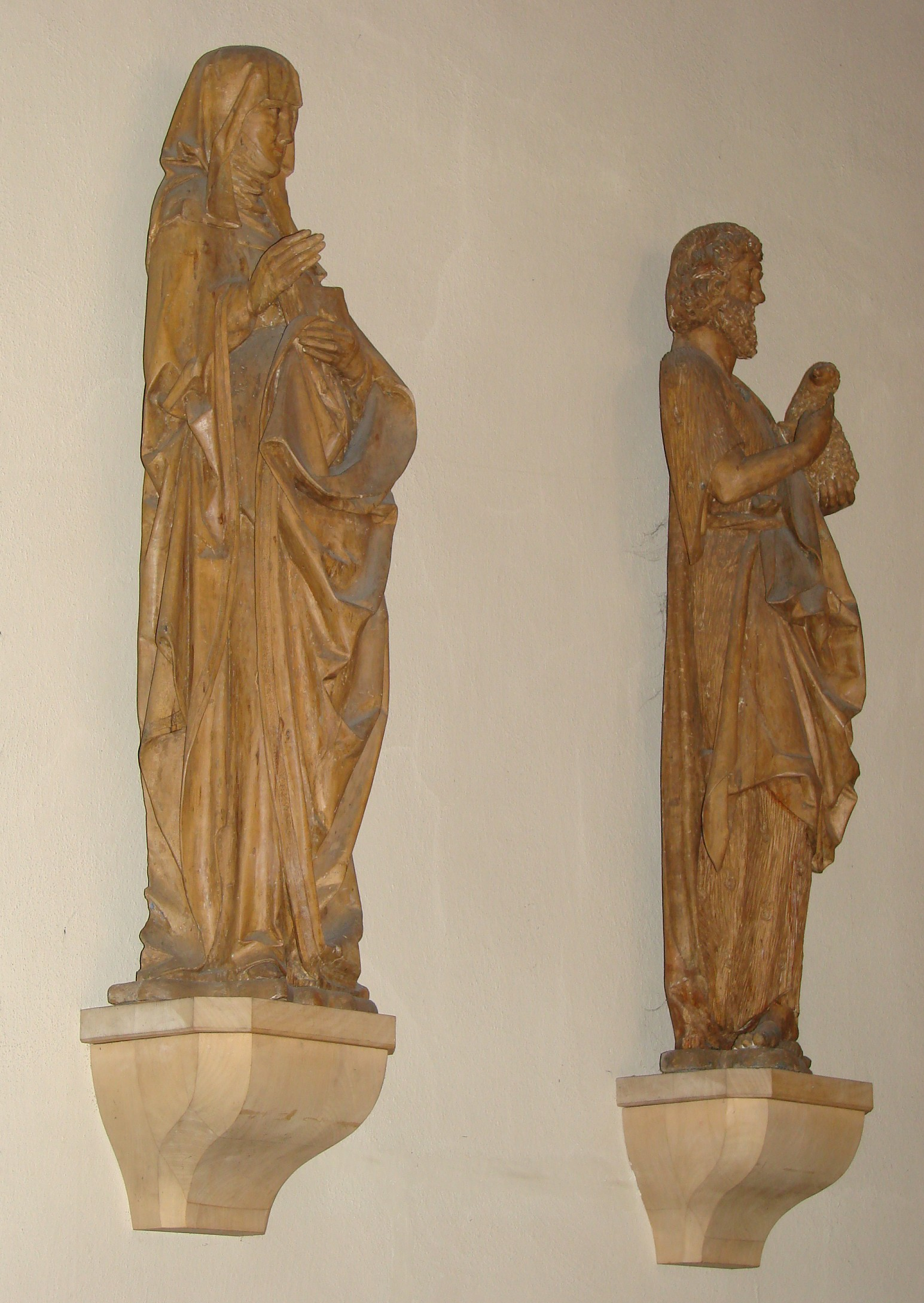
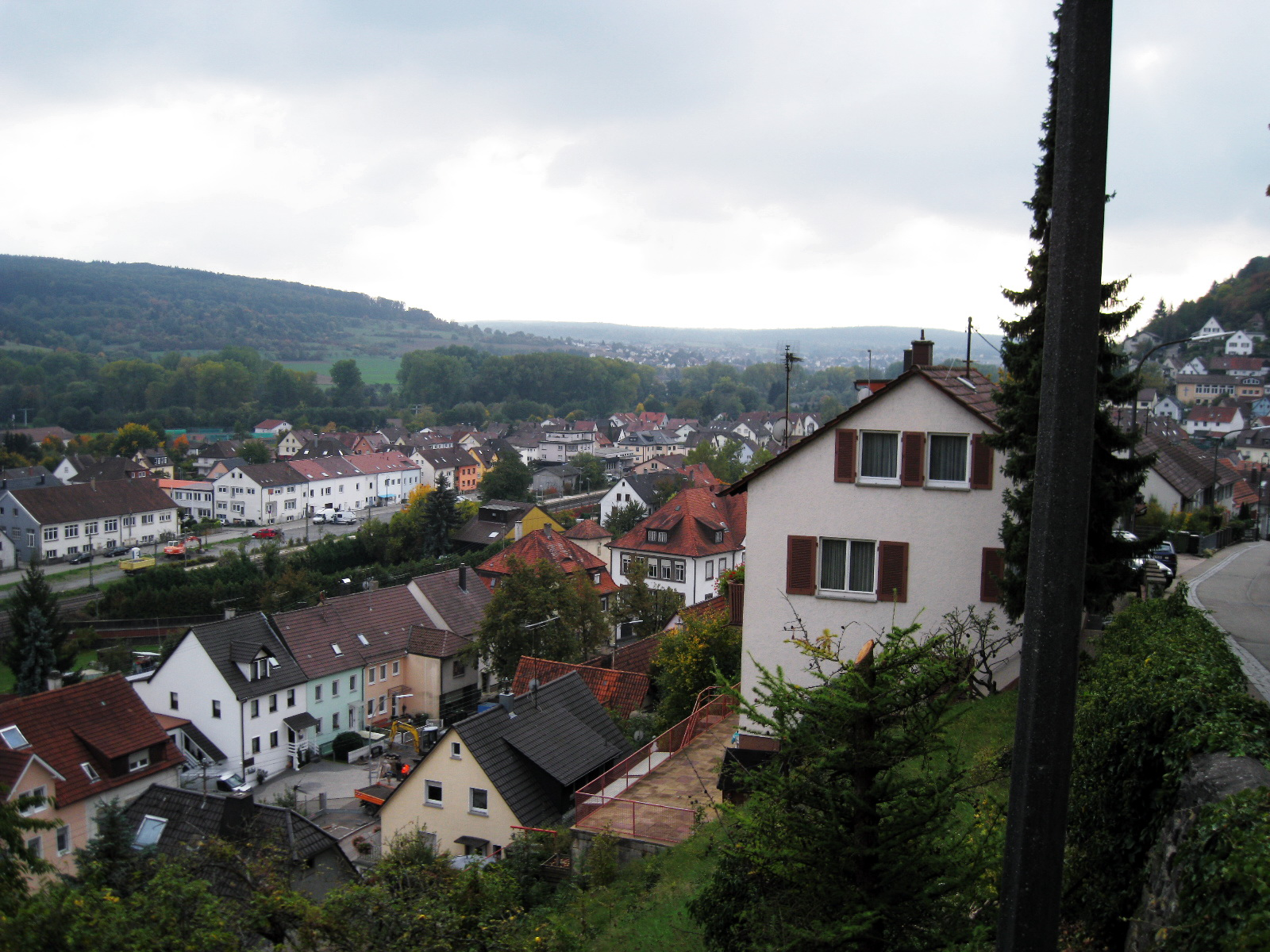
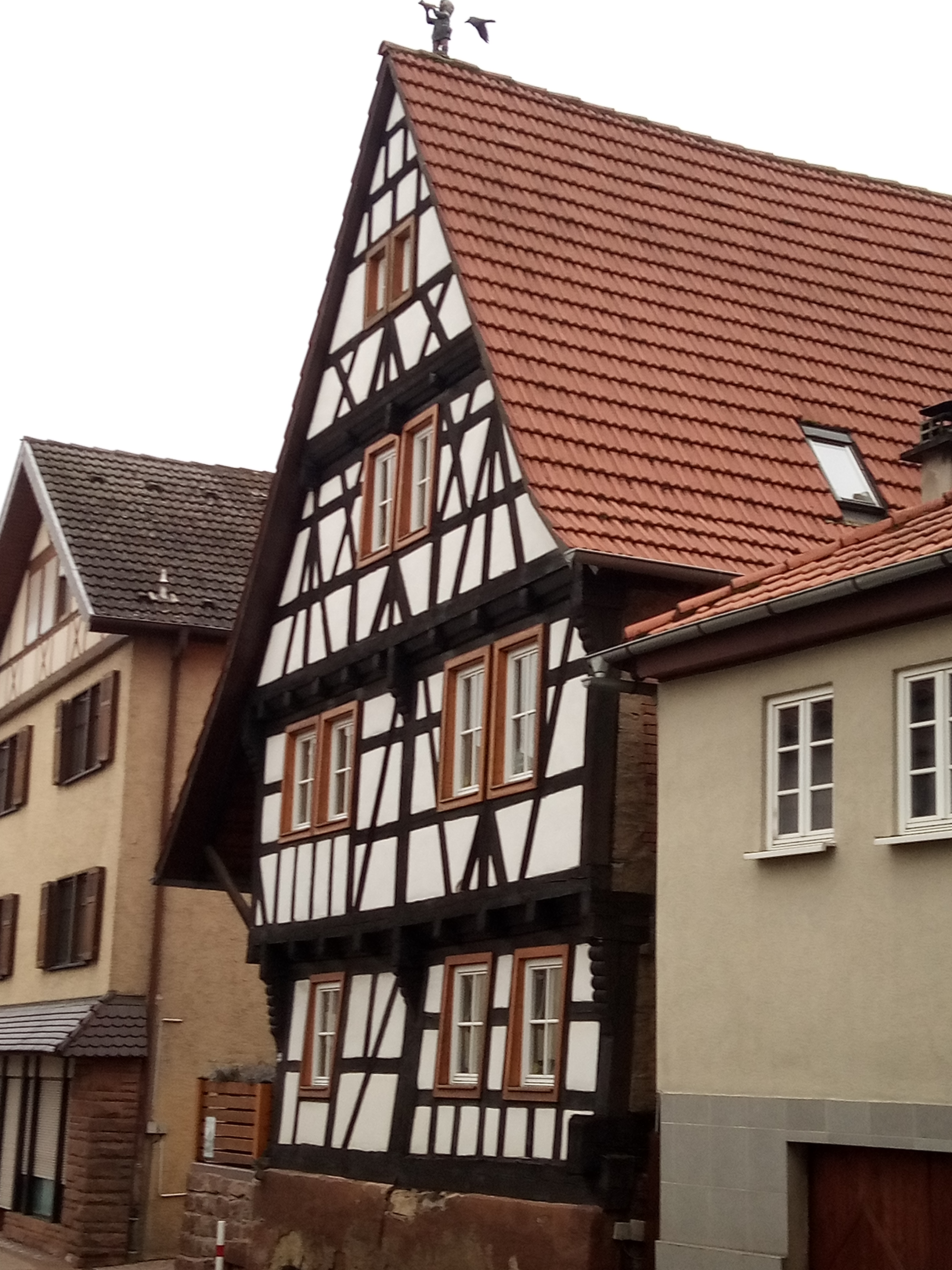
Фігорковий дім в Ешельбронні
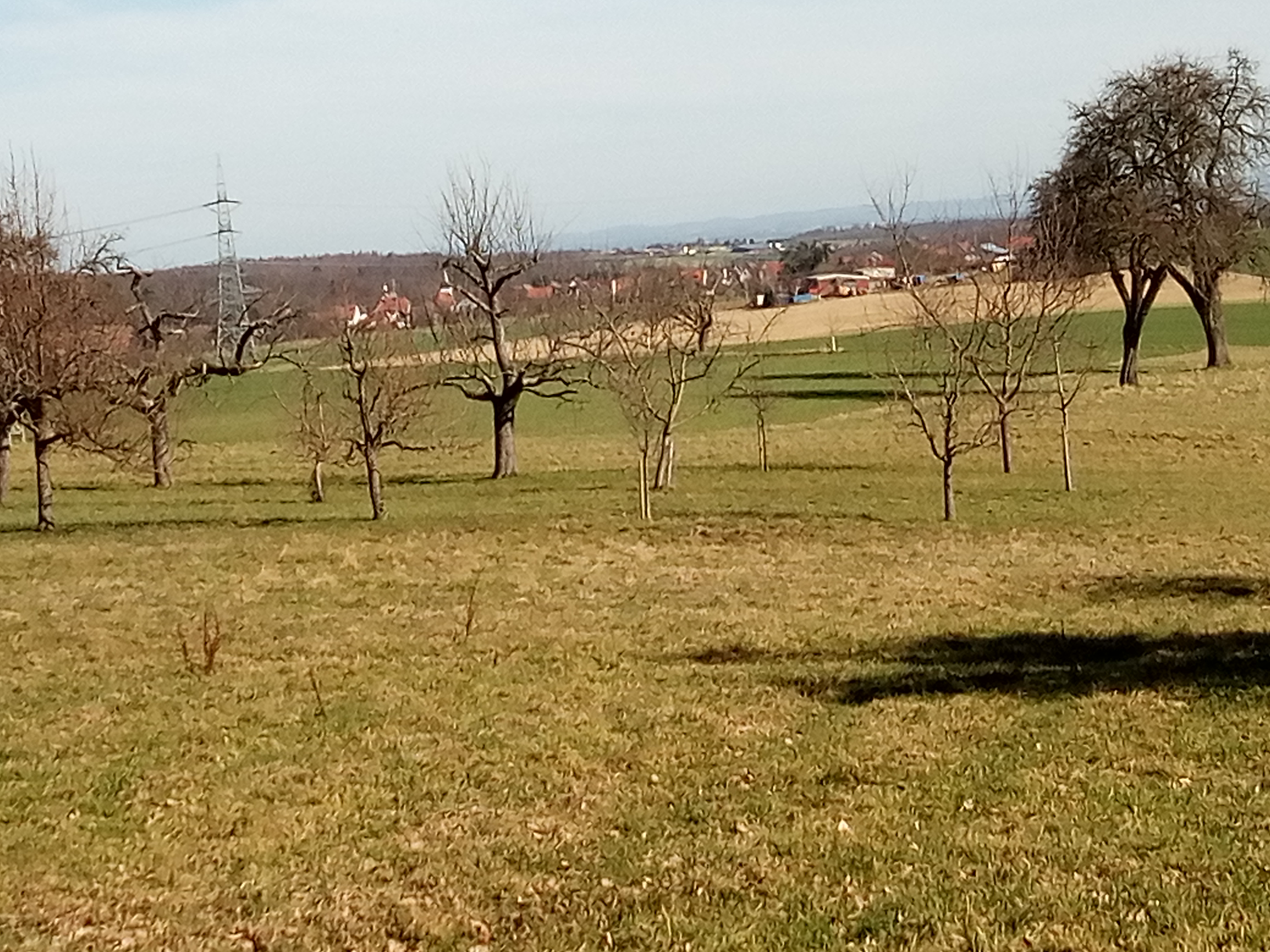
Природа Ешельбронна
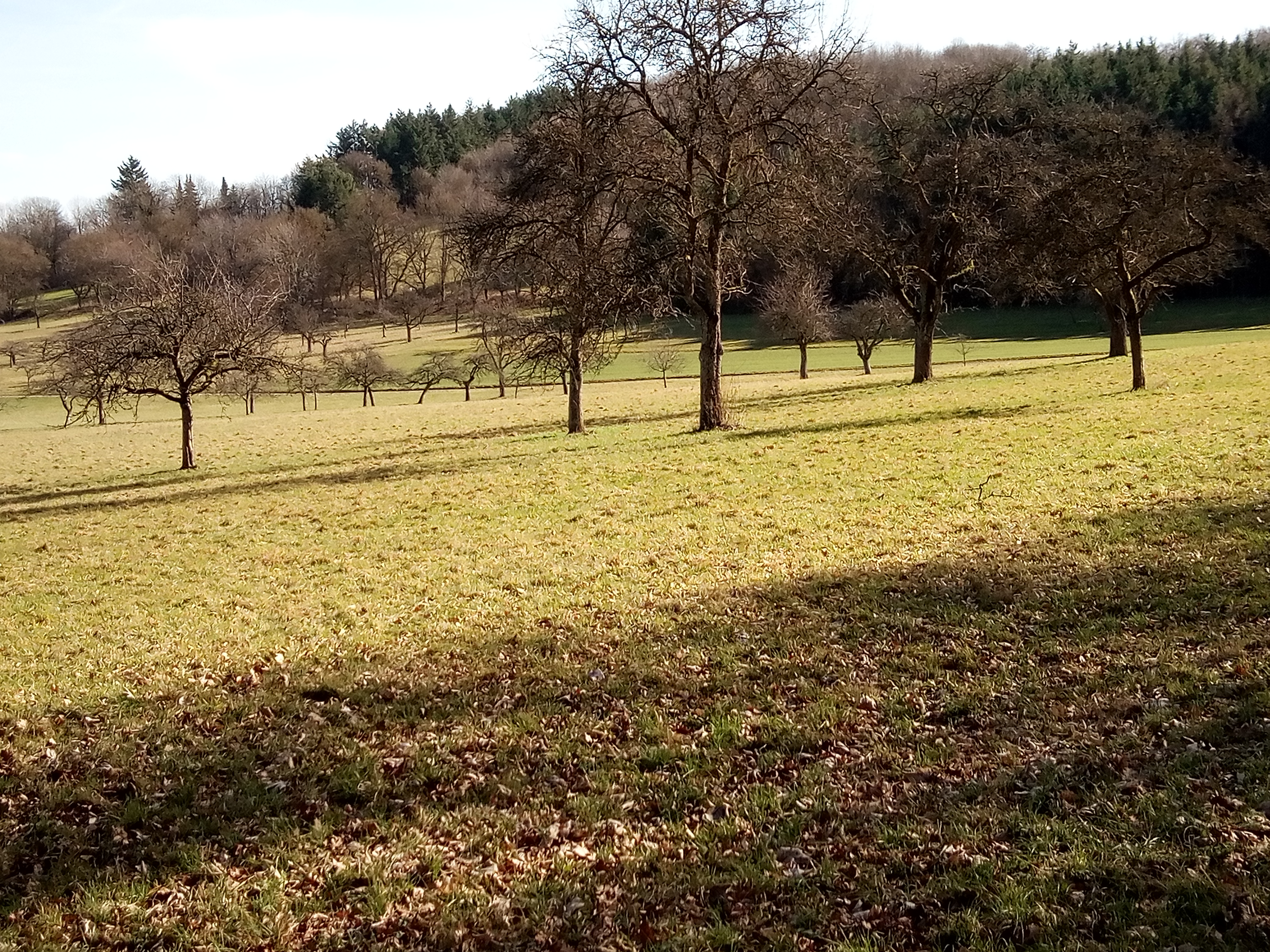
Природа Ешельбронна друга
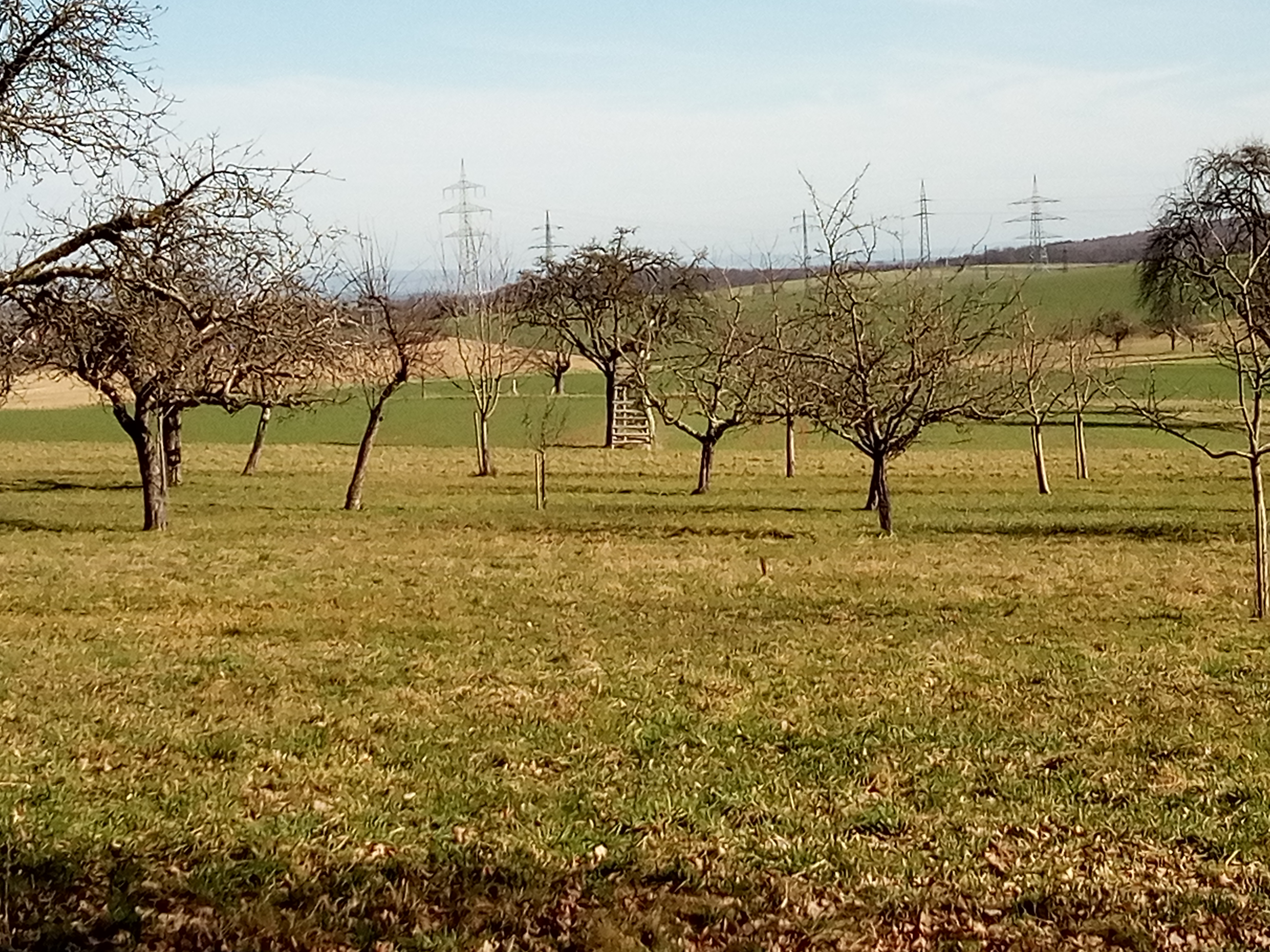
Природа Ешельбронна третя
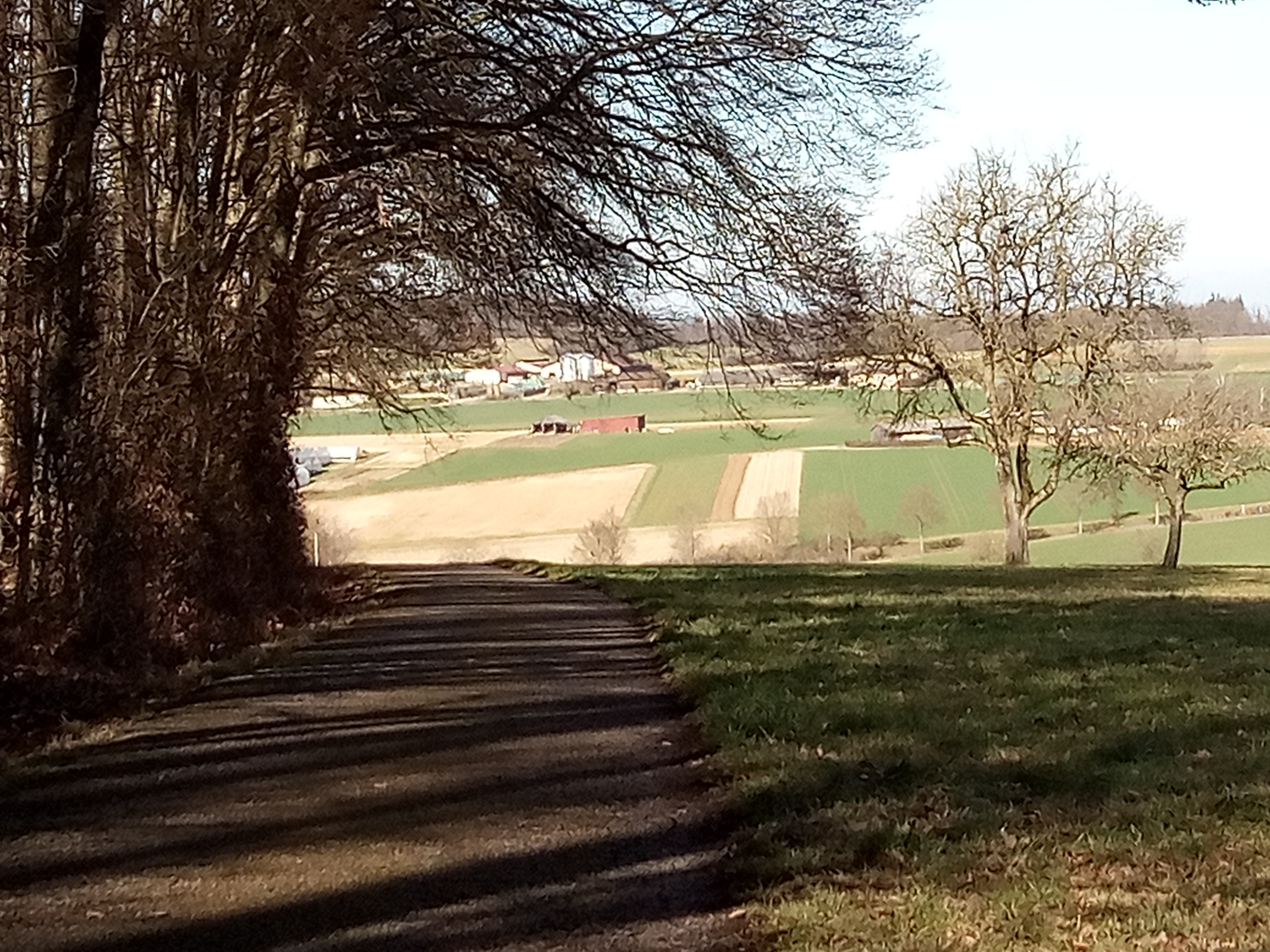
Природа Ешельбронна Четверта
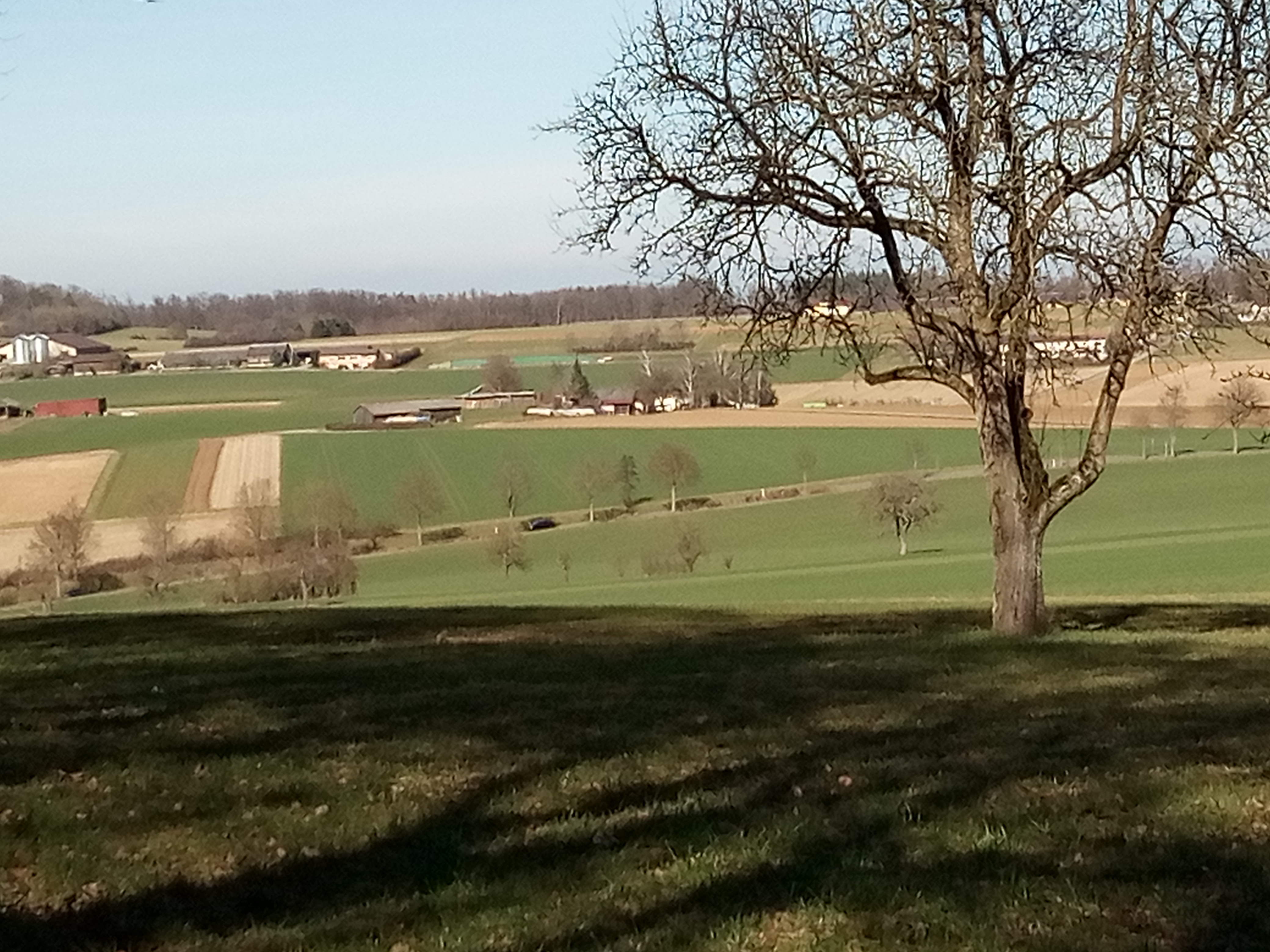
Природа Ешельбронна пята
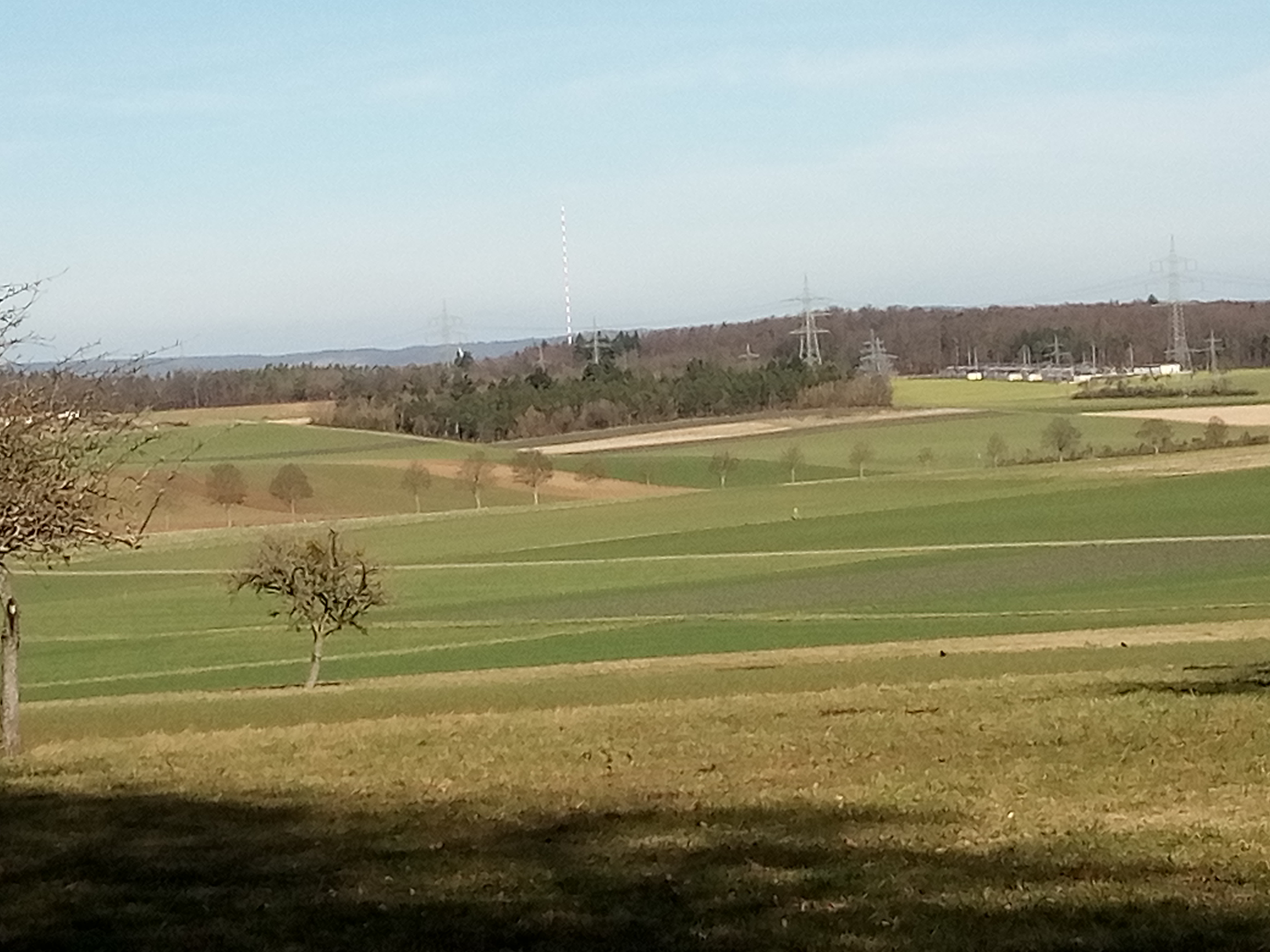
Природа Ешельбронна шоста
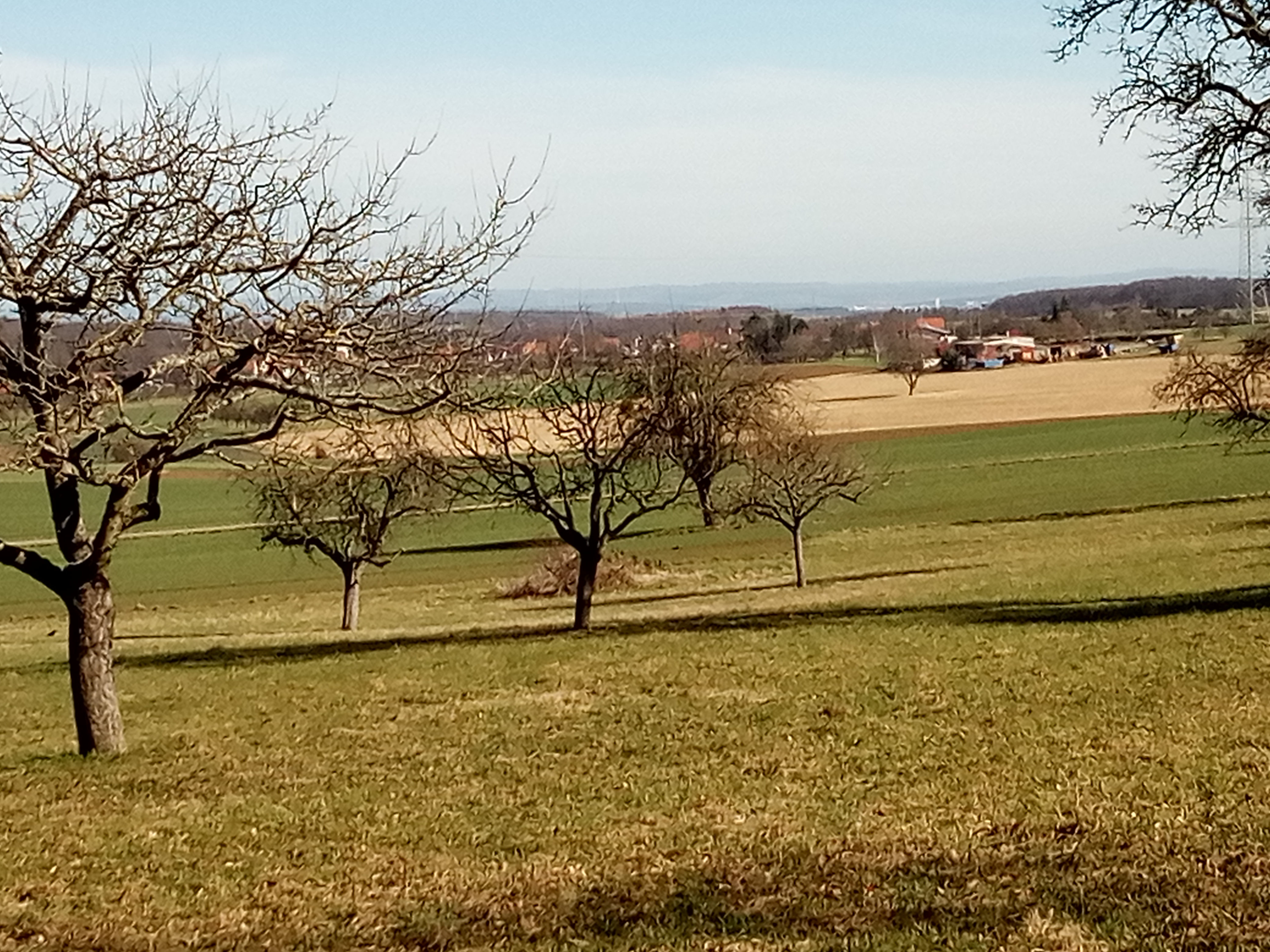
Природа Ешельбронна сьома
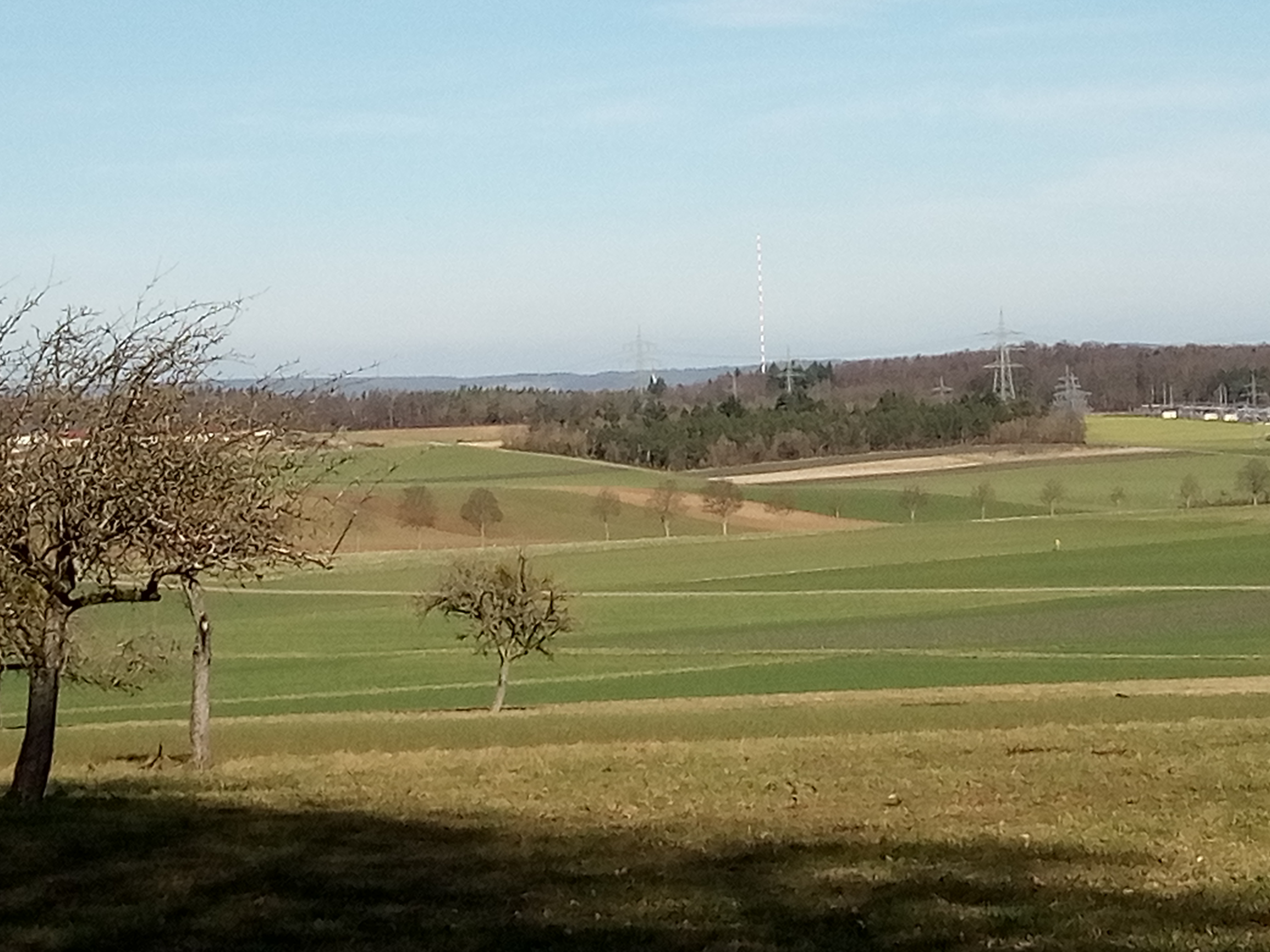
Природа Ешельбронна восьме
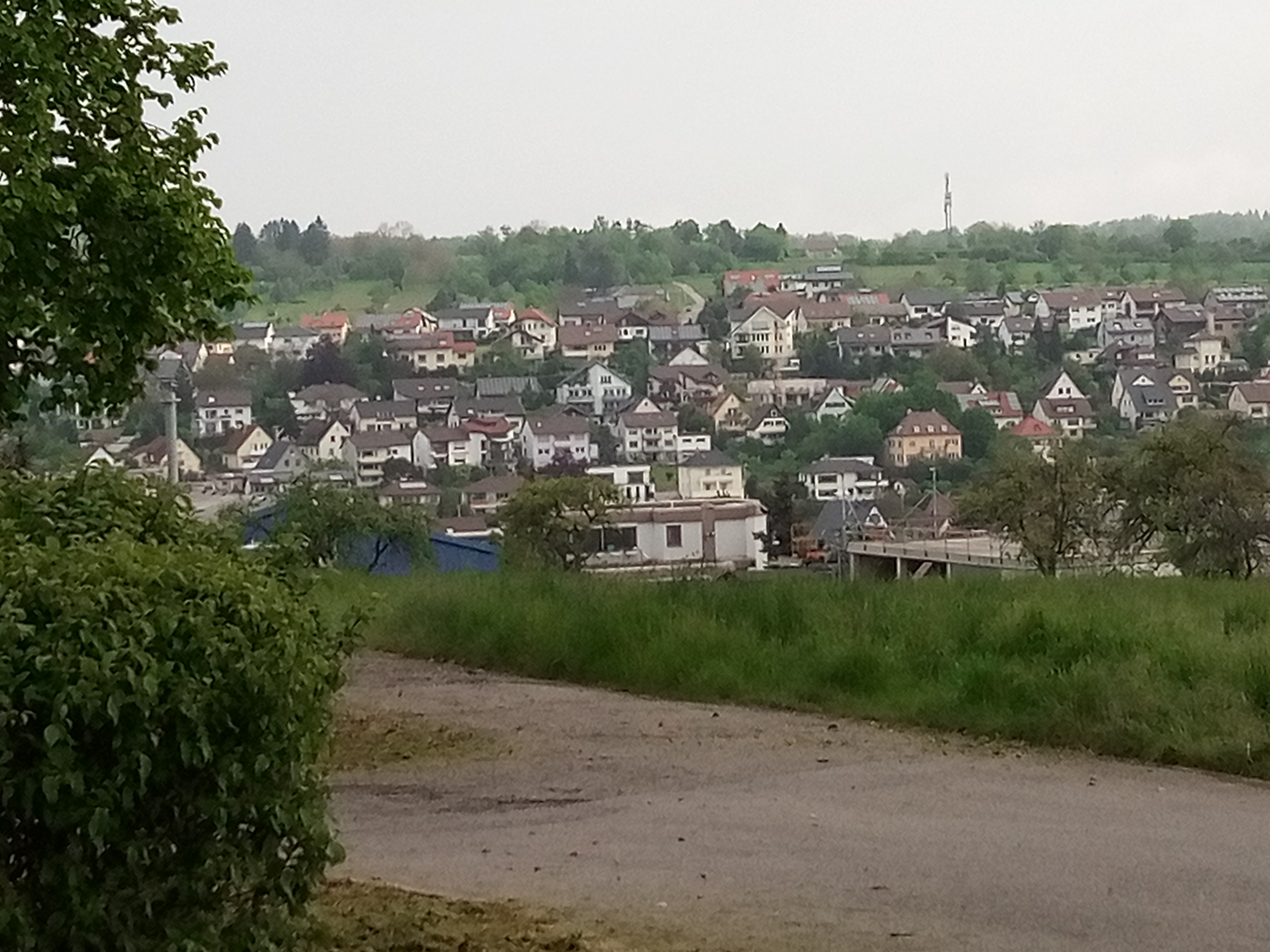
Ешельбронн Панорама
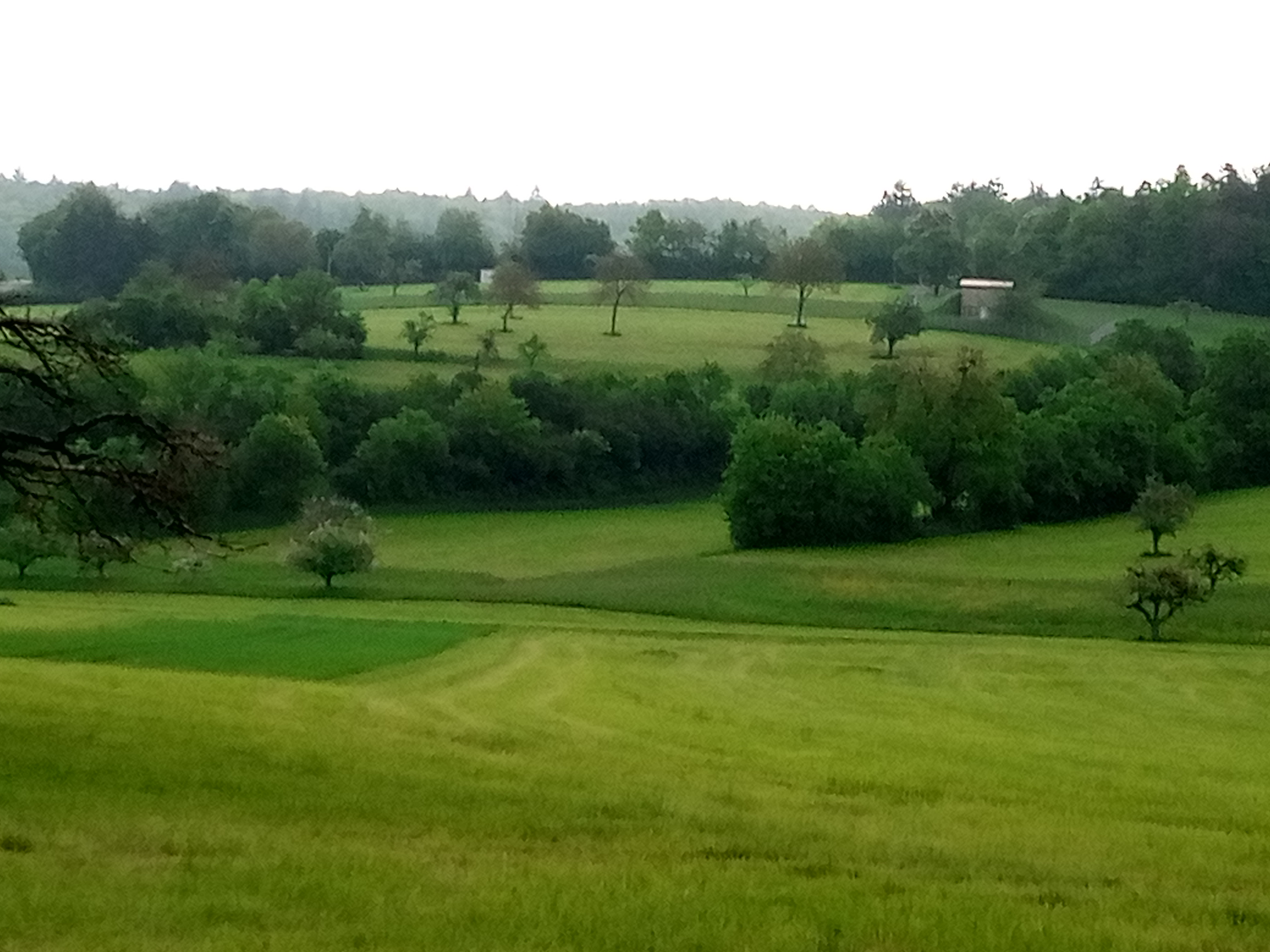
Природа Ешельбронн
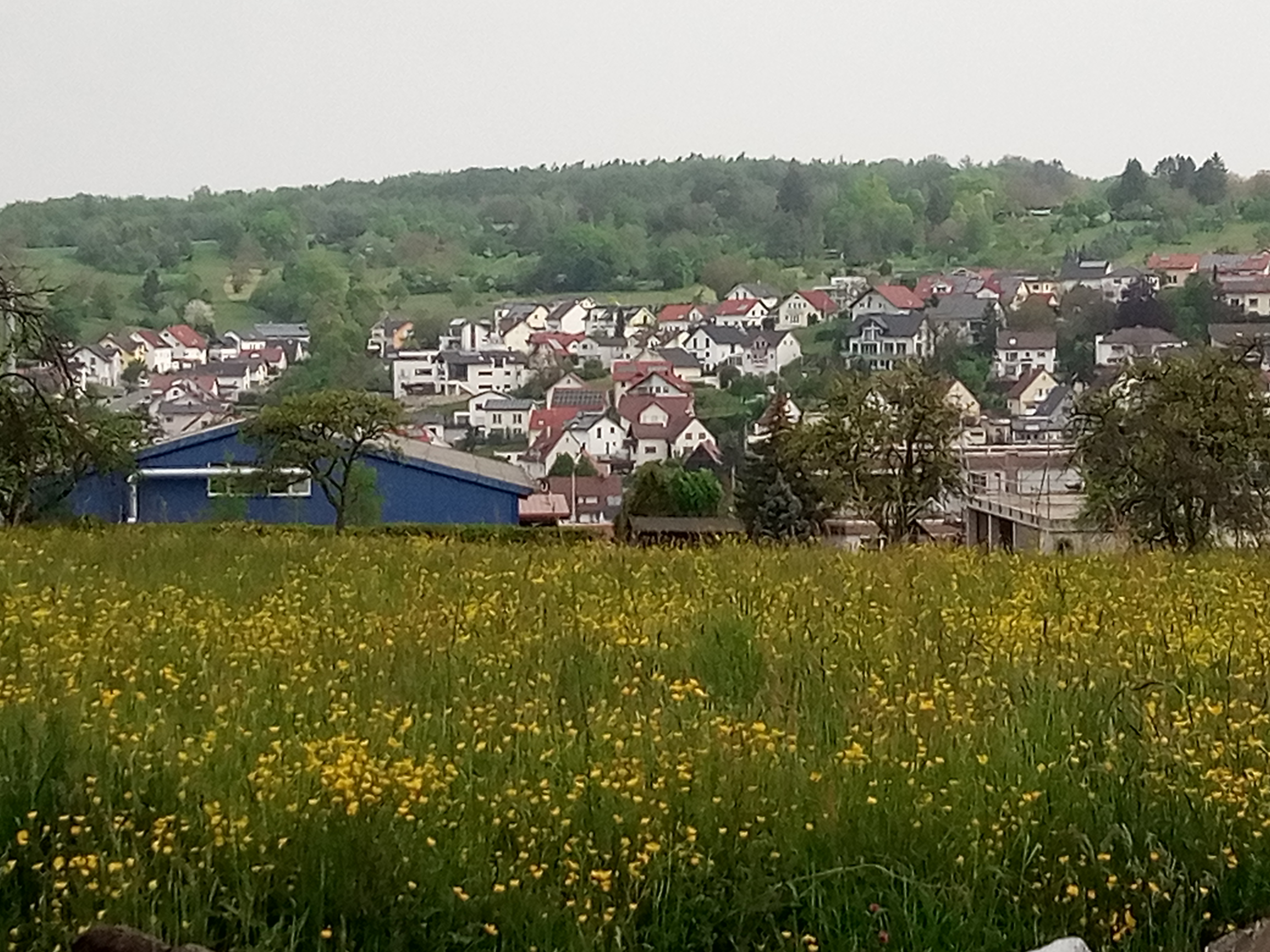
Ешельбронн 2
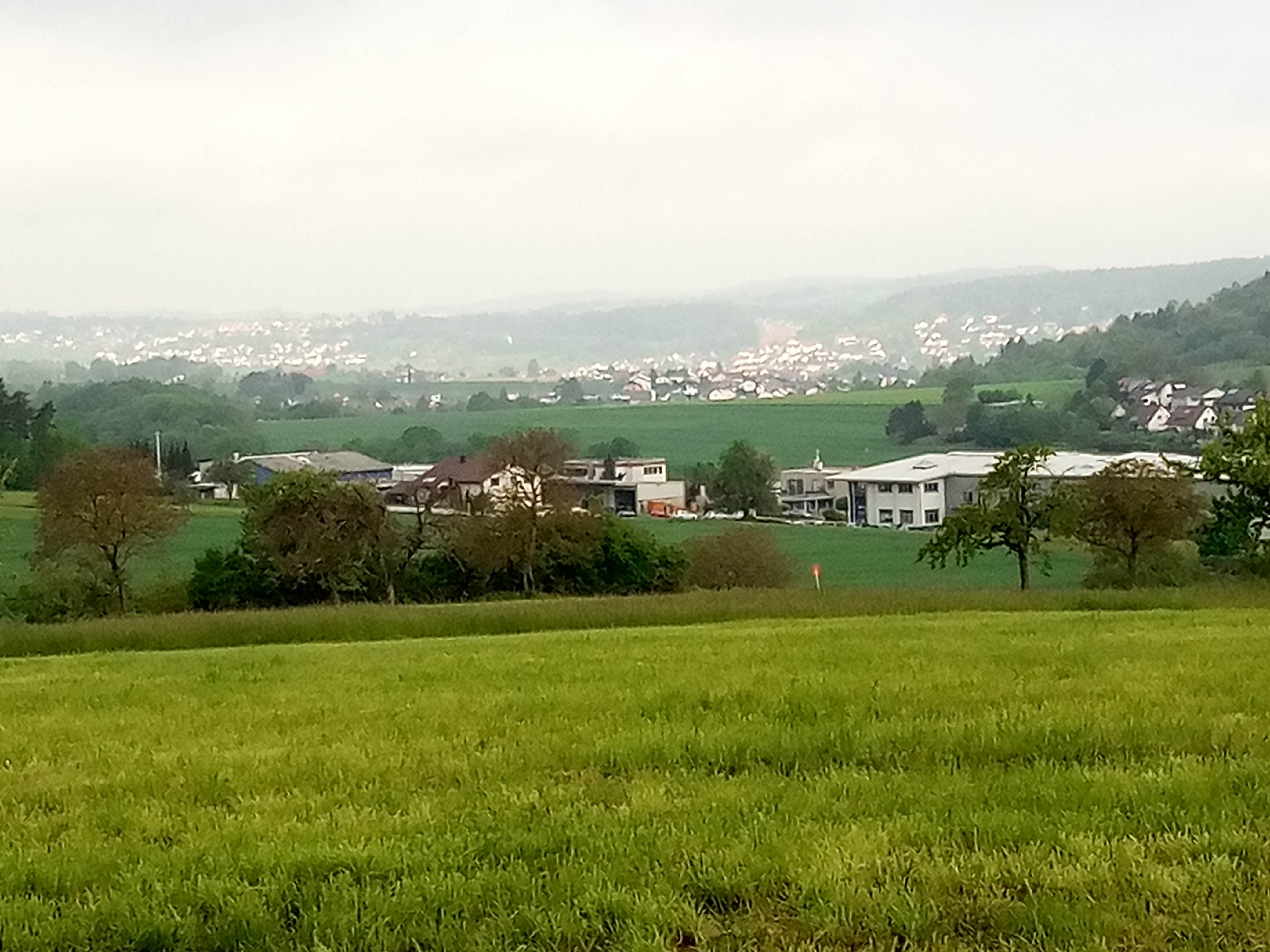
Ніферн
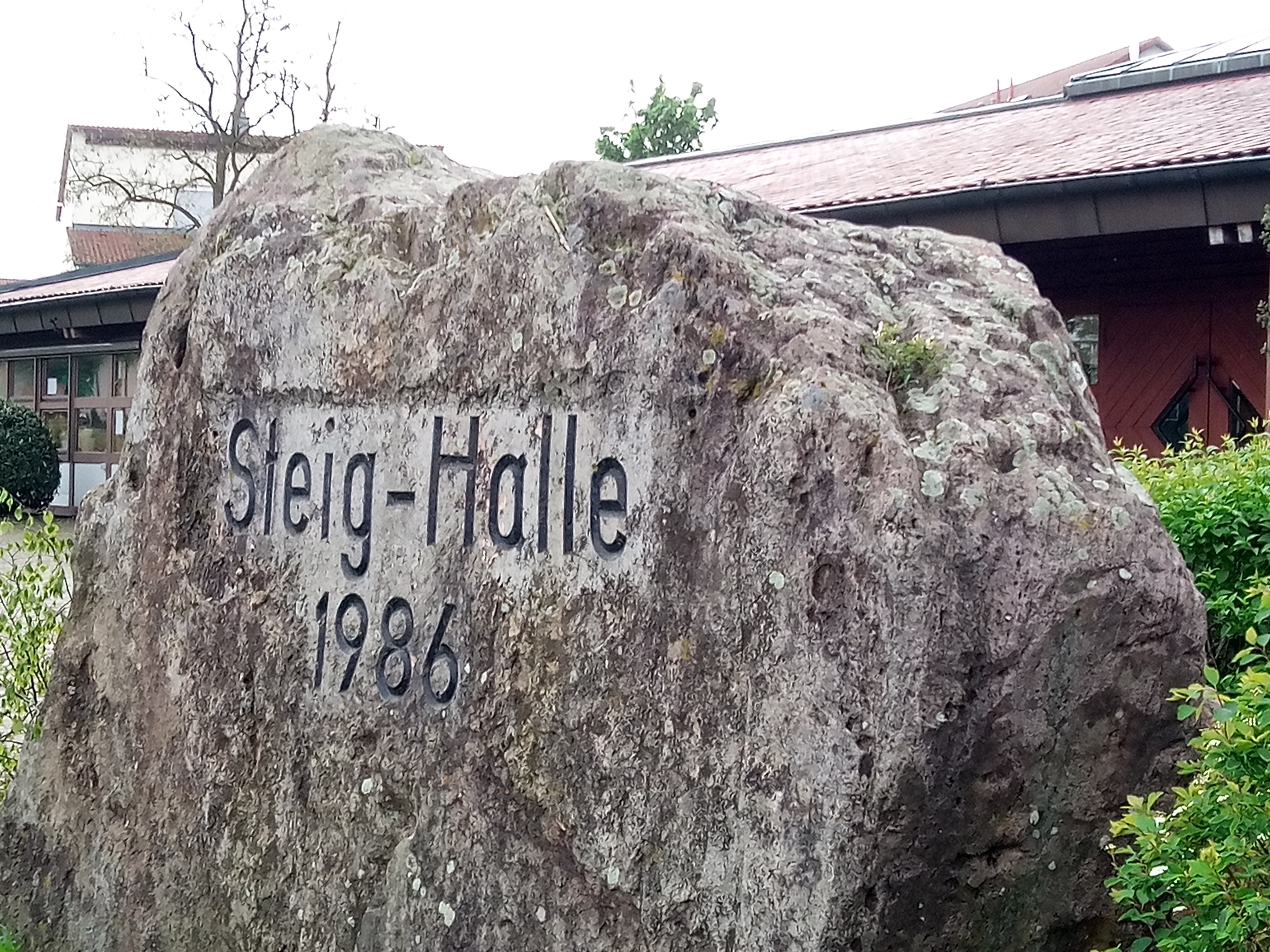
Steij Hale
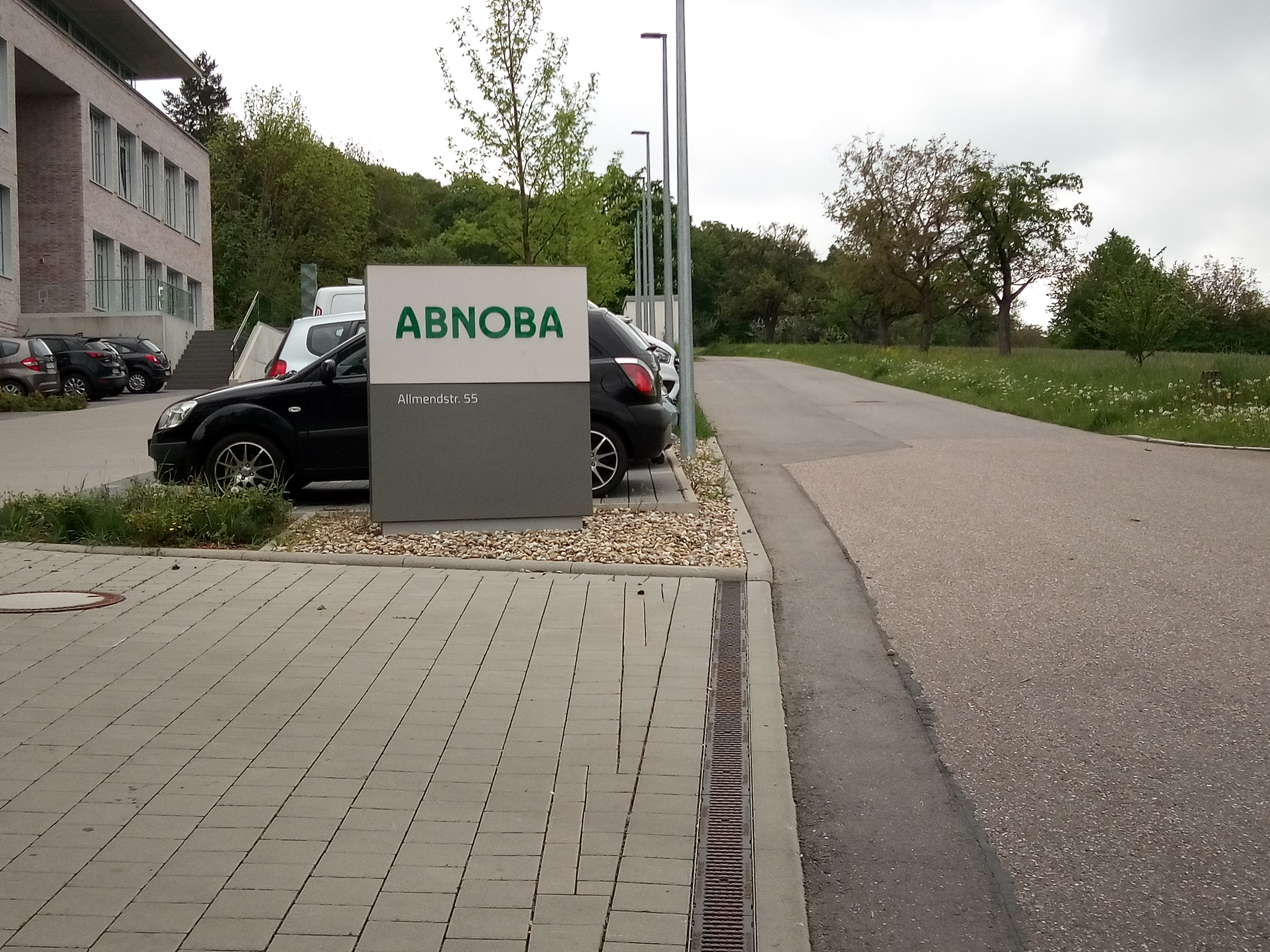
Абноба
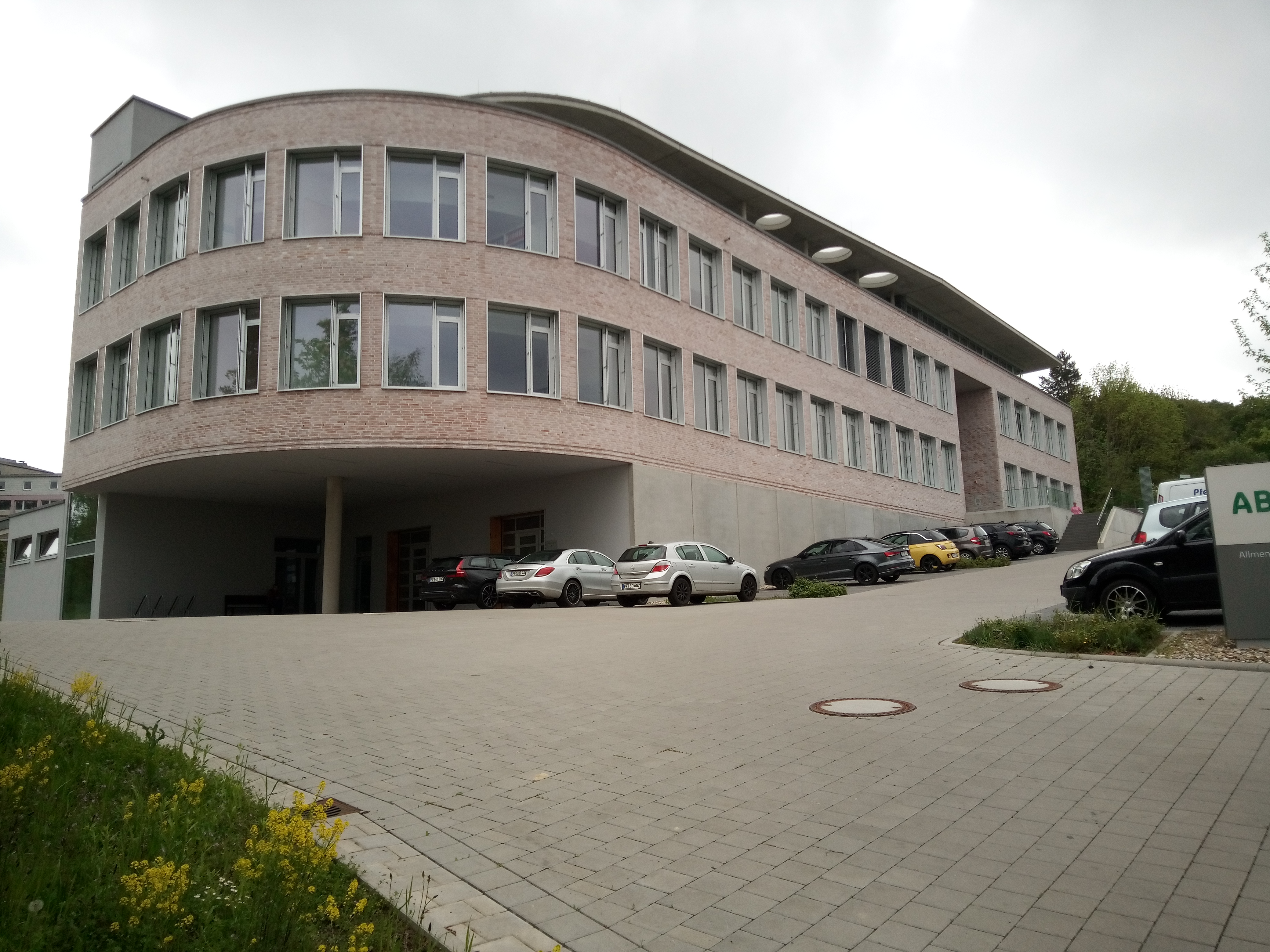
Будівля Абноба
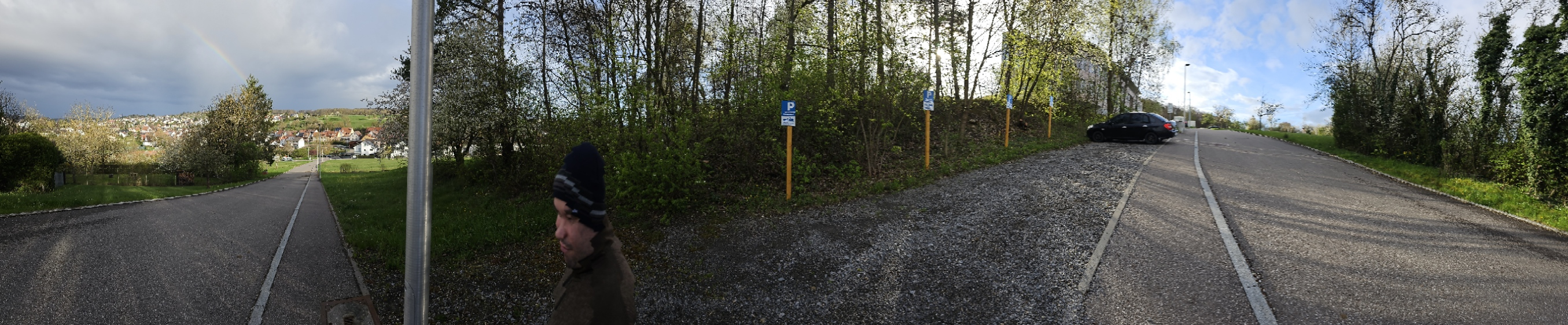
Панорама Ешельбронна
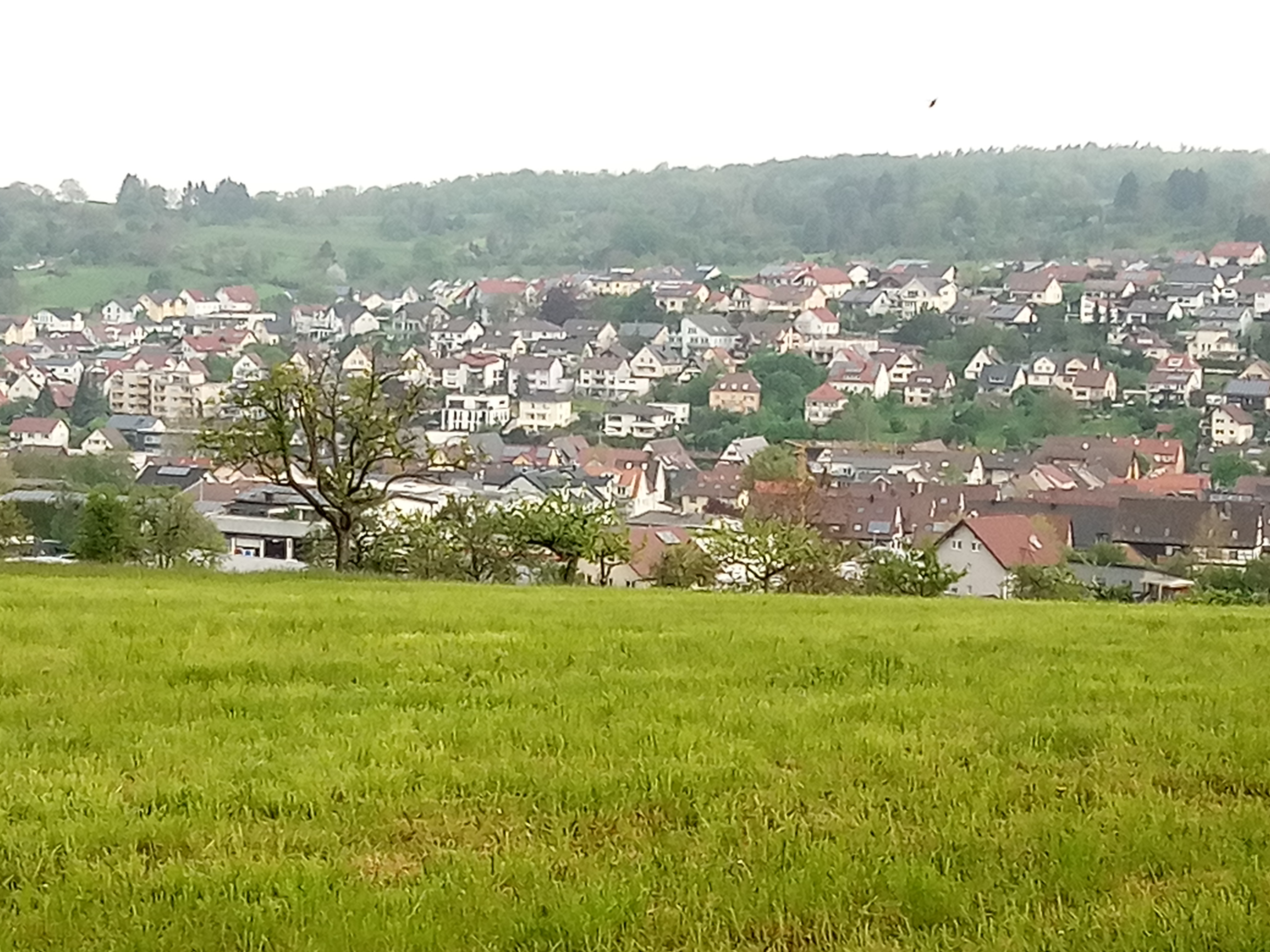
Ешельбронн 4
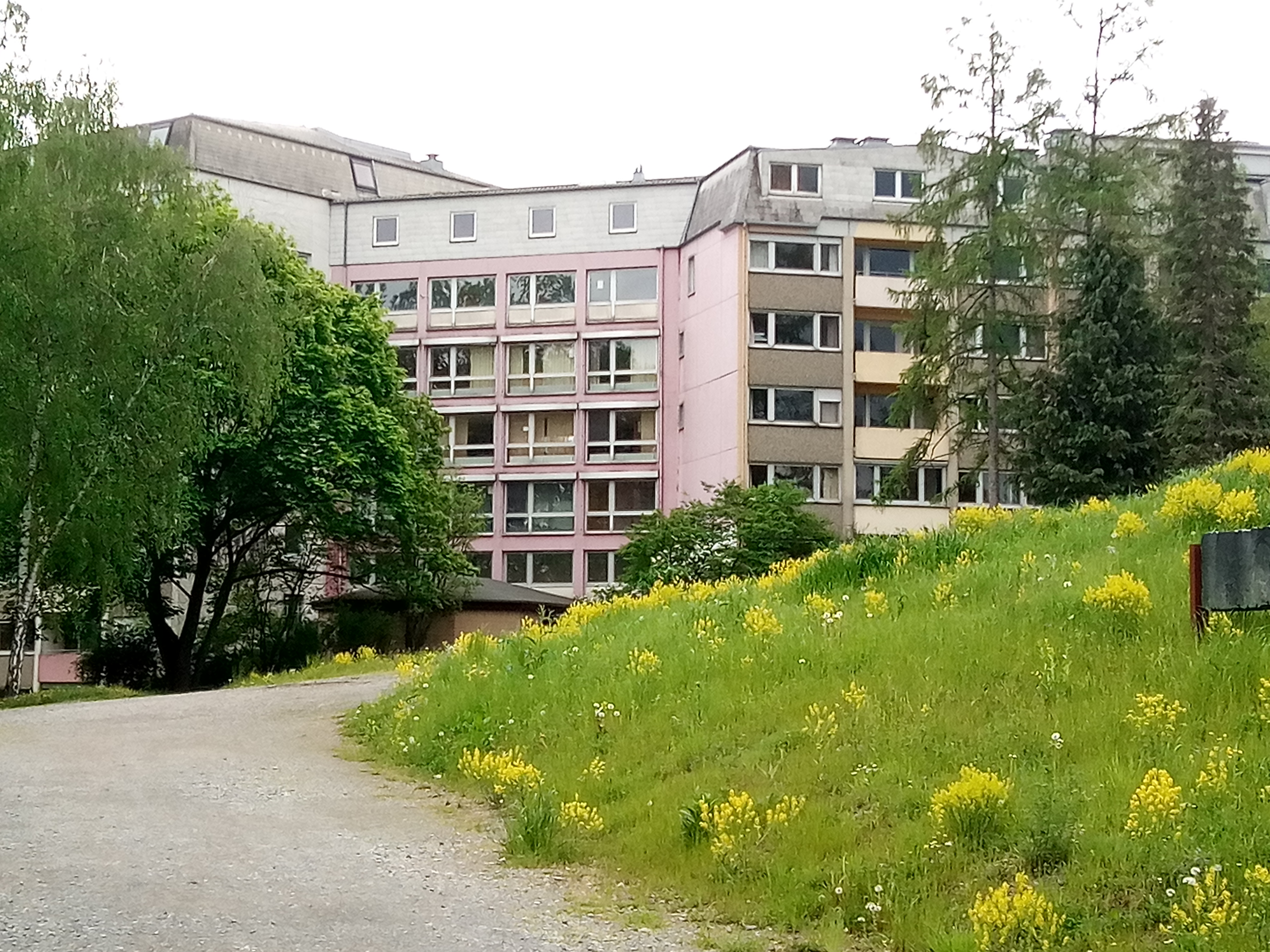
Клініка Ешельбронн
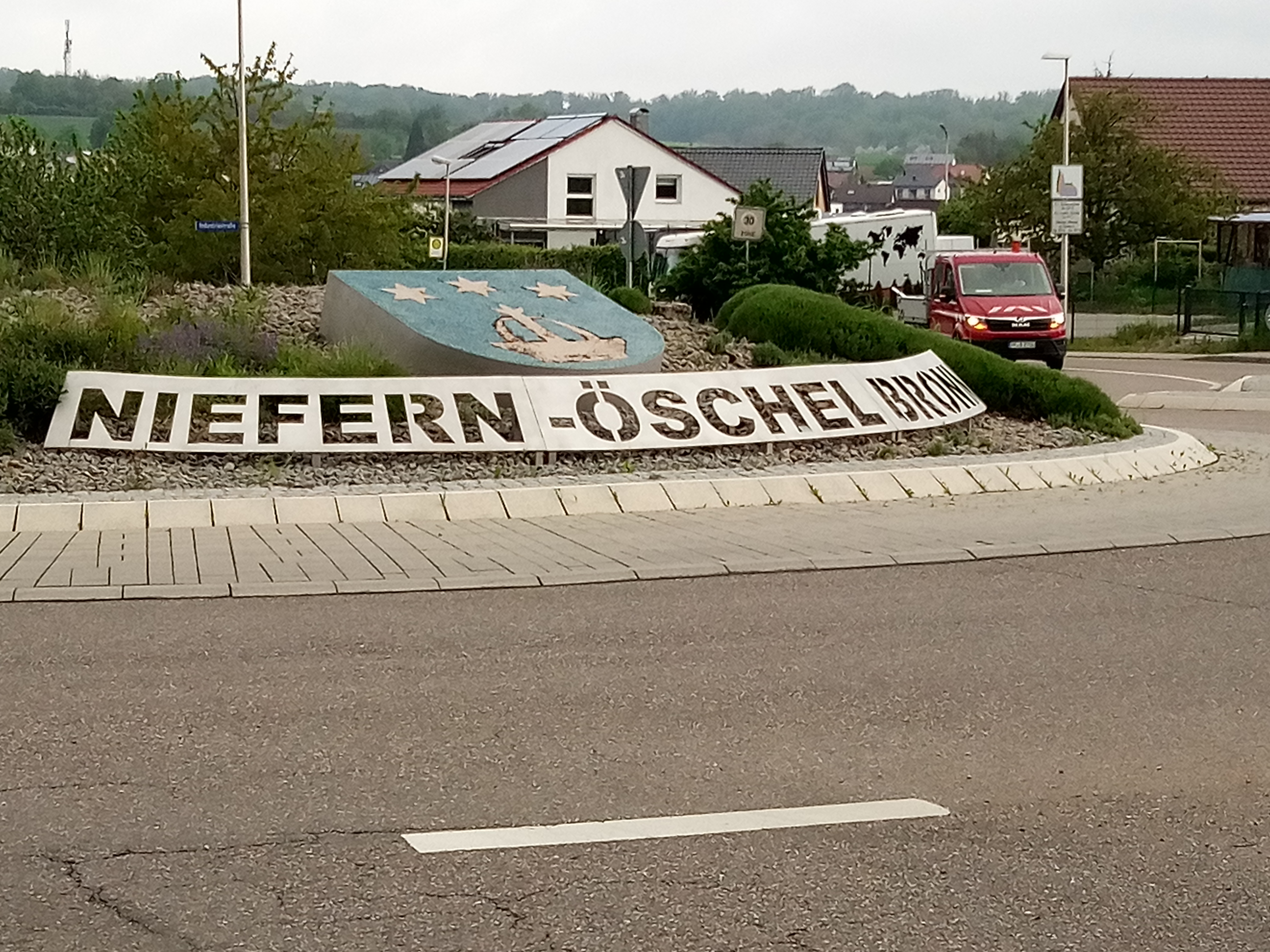
Знак Вітання
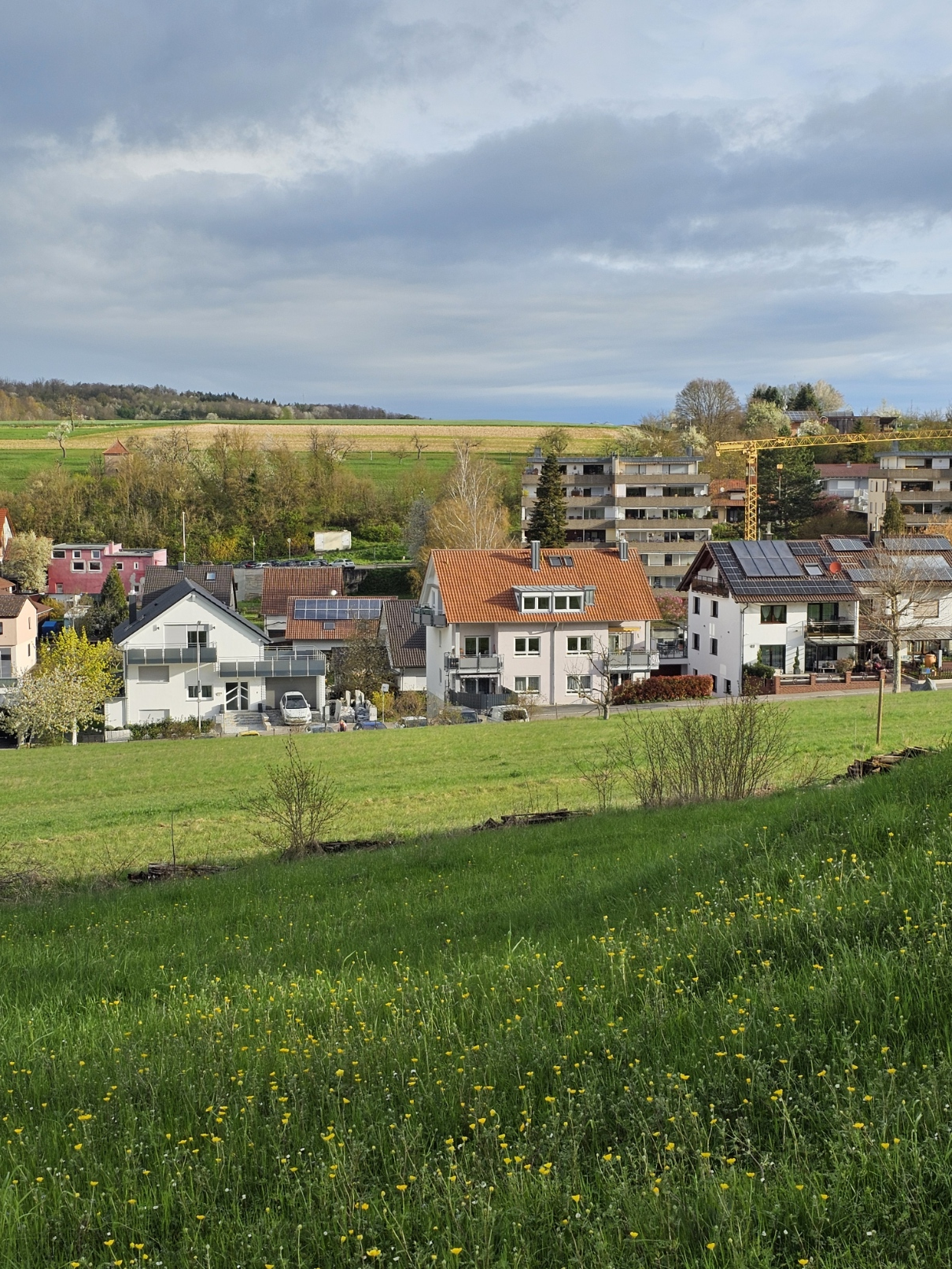
Ешельбронн краєвид
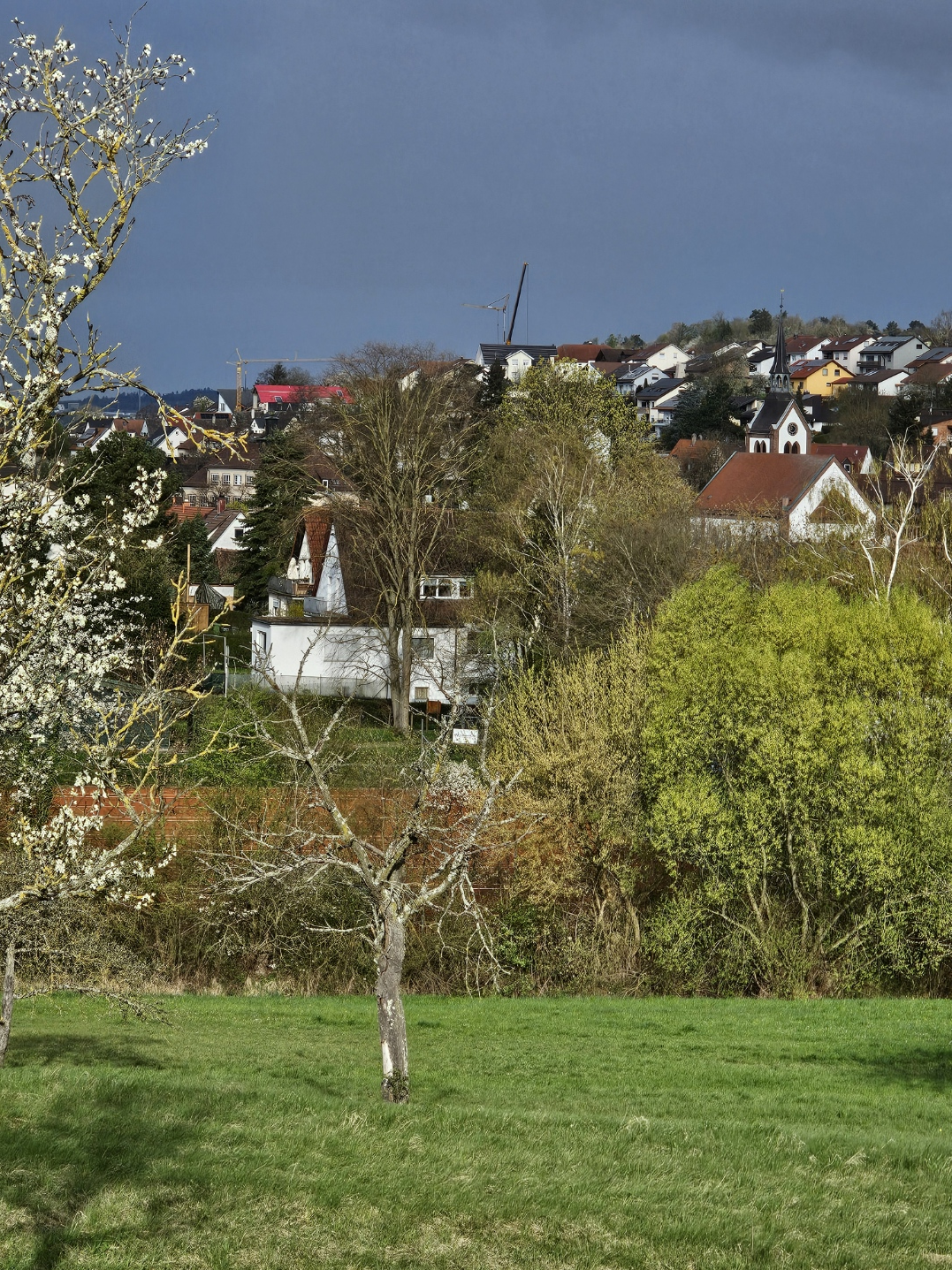
Ешельбронн краєвид 3Ешельбронн краєвид 2
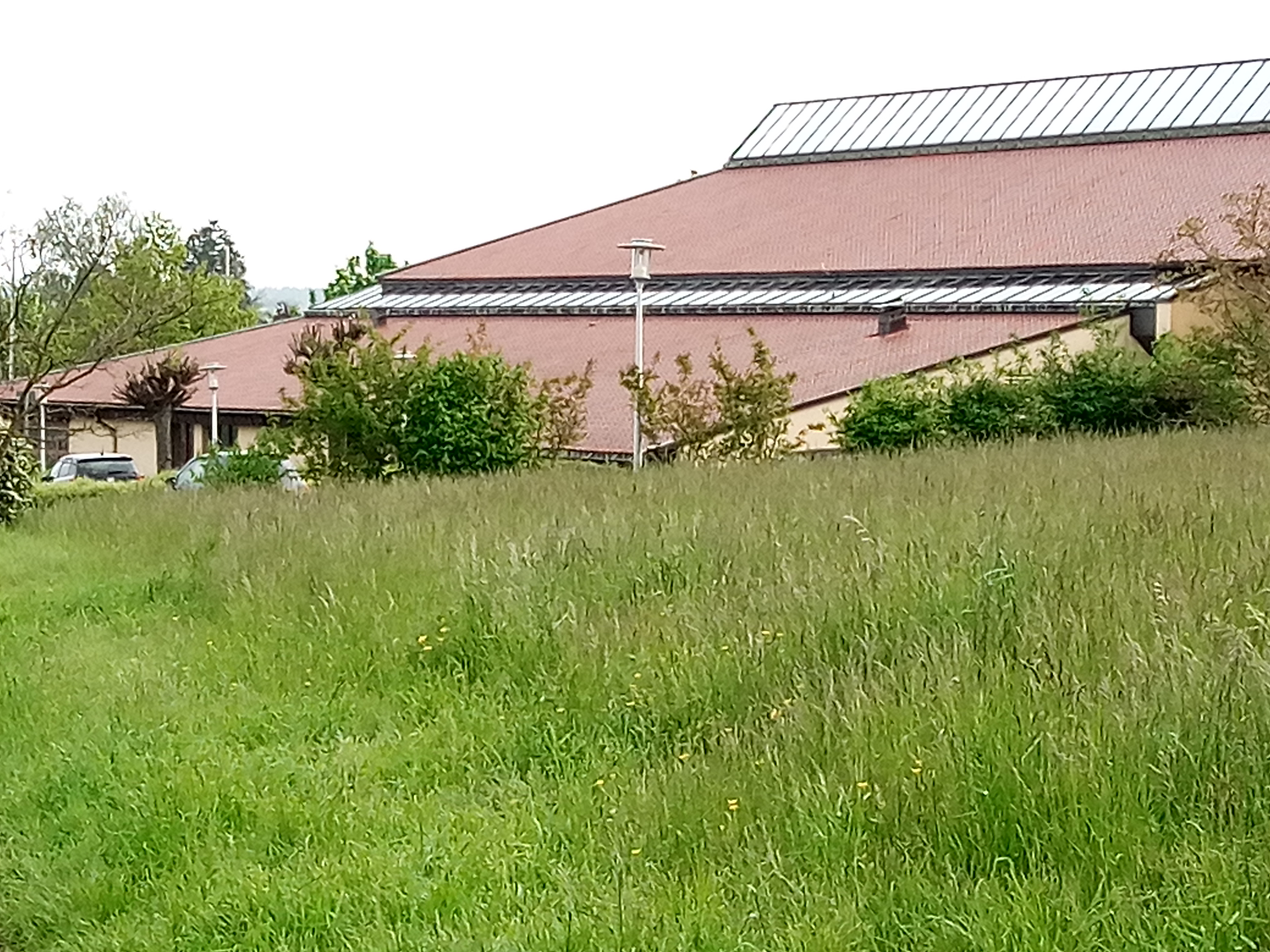
Зал Концертний Ешельбронн
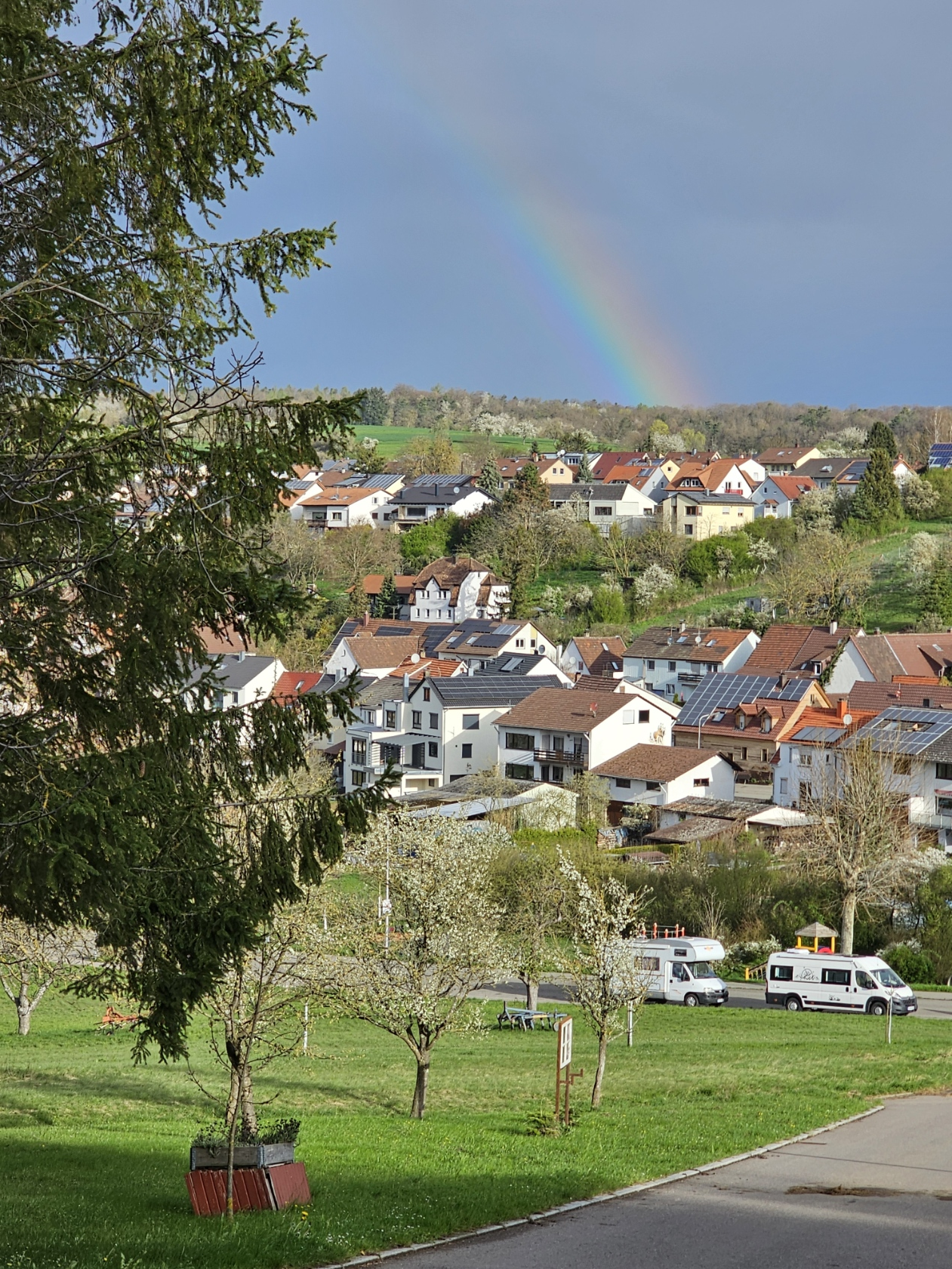
Ешельбронн